# Titus Lapteș
Titus Lapteș (n. 1 aprilie 1903, Iași – d. 16 septembrie 1974, București) a fost un actor român de teatru și film. A primit titlul de Artist Emerit (1956).

## Biografie
S-a născut la 1 aprilie 1903 la Iași și a urmat studiile liceale și Academia de Artă dramatică din orașul natal (1920-1923). Poetul și profesorul Mihai Codreanu l-a remarcat încă din perioada studenției și i-a încredințat un mic rol în piesa Vlaicu Vodă ce se juca la Teatrul Național din Iași. Imediat după absolvire, Titus Lapteș a fost angajat la Teatrul Național din Cluj, debutând în mod oficial în piesa Domnișoara Julia de August Strindberg. El a jucat în 135 de roluri în 119 piese din teatrul antic, clasic și modern pe scenele teatrelor din Cluj și Timișoara. El a tradus unele piese ce s-au jucat cu succes pe scena Teatrului Național din Cluj: Furtuna, Othello, În umbra haremului, Zebra, Gangsterii, Karl și Ana, Doctorul miracol, Miss France ș.a.
Titus Lapteș s-a transferat în 1945 la Teatrul Național din București, jucând printre altele rolurile Macbeth din Macbeth de William Shakespeare, Vaska din Azilul de noapte de Maxim Gorki, Smeul din Înșir-te mărgărite de Victor Eftimiu și altele. El s-a aflat în anul 1950 printre ctitorii și primii actori ai Teatrului „C. Nottara” din București. Pe lângă rolurile interpretate pe scenele teatrelor, Lapteș a jucat și în peste 20 de filme, în care a realizat roluri memorabile. Printre filmele în care a jucat sunt de menționat Nepoții gornistului (1953), Aproape de soare (1961), Neamul Șoimăreștilor (1965), Aventuri la Marea Neagră (1972) sau Agentul straniu (1974). Pe lângă activitatea de actor, el a fost și un talentat desenator și caricaturist.
În semn de apreciere a întregii sale activități puse în slujba teatrului românesc, actorul Titus Lapteș a primit titlul de Artist Emerit (1956).
Titus Lapteș a murit la 16 septembrie 1974 și a fost înmormântat în Cimitirul Bellu din București.

## Distincții
- Ordinul Muncii clasa a III-a (26 august 1954) „pentru merite deosebite în realizarea filmelor «Nepoții Gornistului» și «Răsare soarele» (Nepoții Gornistului seria a II-a)”[3]
- titlul de Artist emerit al Republicii Populare Romîne (3 noiembrie 1956) „pentru merite deosebite în activitatea artistică”[4]
- Ordinul Meritul Cultural clasa a III-a (6 noiembrie 1967) „pentru merite deosebite în domeniul artei dramatice”[5]

## Filmografie
- Răsună valea (1950)
- Viața învinge (1951) - Laszlo
- Mitrea Cocor (1952) - logofătul Niță
- Nepoții gornistului (1953) - Vijelie
- Cum e Sfatul e și satul (1953)
- Brigada lui Ionuț (1954) - Trifu
- După concurs (1955)
- Alarmă în munți (1955) - Mitru
- Cu fata spre public (1956)
- Râpa dracului (1957) - Grigore Bălțat
- Soldați fără uniformă (1960)
- Don Juan (TV, 1961) - Don Luis
- Aproape de soare (1961) - oțelarul Todor Baci
- Lumină de iulie (1963)
- Camera albă (1964)
- Neamul Șoimăreștilor (1965)
- Doi bărbați pentru o moarte (1970)
- Aventuri la Marea Neagră (1972) - col. Aldea
- Agentul straniu (1974)